# Secretário-Geral Adjunto do Partido Socialista (Portugal)
O Secretário-Geral Adjunto do Partido Socialista é uma das figuras políticas mais importantes do Partido Socialista. O cargo foi criado a 31 de março de 2012, com o objetivo de substituir o Secretário-geral do Partido Socialista no caso de este exercer as funções de primeiro-ministro.

## Eleição
De acordo com o artigo 59.º dos estatutos do partido, "Assumindo funções no exercício do poder governativo nacional, pode o Secretário-Geral propor à Comissão Nacional a eleição de um Secretário-geral Adjunto [...] cessando funções com o fim do exercício das funções do poder governativo nacional do Secretário-geral, mantendo a qualidade de membro do Secretariado Nacional".

## Funções
De acordo com o artigo 59.º dos estatutos do partido, cabe ao Secretário-Geral Adjunto:
- A coordenação da gestão política quotidiana do PS;
- A coordenação da Comissão Permanente;
- O exercício das competências que lhe forem delegadas pelo Secretário-geral.

## Secretários-Gerais Adjuntos do Partido Socialista
| # | Presidente (Nascimento-Morte)        | Retrato | Círculo eleitoral                       | Início do mandato     | Fim do mandato        | Secretário-Geral (mandato)       | Secretário-Geral (mandato)    |
| - | ------------------------------------ | ------- | --------------------------------------- | --------------------- | --------------------- | -------------------------------- | ----------------------------- |
| – | Vago                                 | Vago    | Vago                                    | 31 de março de 2012   | 5 de dezembro de 2015 |                                  | António José Seguro 2011–2014 |
| – | Vago                                 | Vago    | Vago                                    | 31 de março de 2012   | 5 de dezembro de 2015 | António Costa 2014–2024          |                               |
| 1 | Ana Catarina Mendonça Mendes (1973–) |         | Setúbal                                 | 5 de dezembro de 2015 | 27 de outubro de 2019 |                                  |                               |
| 2 | José Luís Pereira Carneiro (1971–)   |         | Porto (2005-2022) Braga (2022-presente) | 27 de outubro de 2019 | 9 de abril de 2022    |                                  |                               |
| 3 | João Veloso da Silva Torres (1986–)  |         | Porto                                   | 9 de abril de 2022    | 13 de janeiro de 2024 |                                  |                               |
| – | Vago                                 | Vago    | Vago                                    | 13 de janeiro de 2024 | presente              |                                  | Pedro Nuno Santos 2024–2025   |
| – | Vago                                 | Vago    | Vago                                    | 13 de janeiro de 2024 | presente              | José Luís Carneiro 2025–presente |                               |

### Lista de ex-secretários-gerais adjuntos vivos
| Nome                | Mandato(s) | Idade              |
| ------------------- | ---------- | ------------------ |
| Ana Catarina Mendes | 2015-2019  | 52 anos e 178 dias |
| José Luís Carneiro  | 2019-2022  | 53 anos e 280 dias |
| João Torres         | 2022-2024  | 39 anos e 78 dias  |